# Église du Saint-Sauveur de Prizren
L'église du Saint-Sauveur de Prizren (en serbe cyrillique : Црква светог Спаса у Призрену ; en serbe latin : Crkva svetog Spasa u Prizrenu) est une église orthodoxe serbe située à Prizren/Prizren, au Kosovo. Elle a été fondée en 1330 et figure sur la liste des monuments culturels d'importance exceptionnelle de la république de Serbie. Au moment des troubles de 2004 au Kosovo, l'église a été vandalisée. À partir de 2005, avec l'aide financière de l'Union européenne, des travaux ont été entrepris pour rendre à l'église son état originel.

## Emplacement
L'église du Saint-Sauveur se trouve dans la partie sud-ouest de la ville de Prizren. Elle se dresse sur un petit plateau, au pied de la forteresse, dans ce qui constituait autrefois le quartier serbe.

## Histoire
L'église a été fondée en 1330 par Mladen Vladojević, qui l'a ensuite offerte en 1348 au monastère des Saints-Archanges fondé par l'empereur serbe Stefan Dušan dans le canyon de la Prizrenska Bistrica.
Pendant la période ottomane, l'église a été abandonnée et a servi d'écurie, ce qui lui a fait subir des dommages importants. À partir du milieu du XVIIIe siècle, les Aroumains de Prizren, originaires de Moscopole, ont obtenu le droit d'utiliser l'église et, en 1836, ils y entreprirent d'importants travaux de restauration et d'agrandissement qui ne furent pas achevés. Au milieu du XIXe siècle, l'église fut partiellement détruite par un incendie. Des travaux de restauration de l'église et de ses fresques ont été réalisés de 1953 à 1963. En 1990, l'édifice a été classé sur la liste des monuments culturels d'importance exceptionnelle de la république de Serbie.

## Architecture

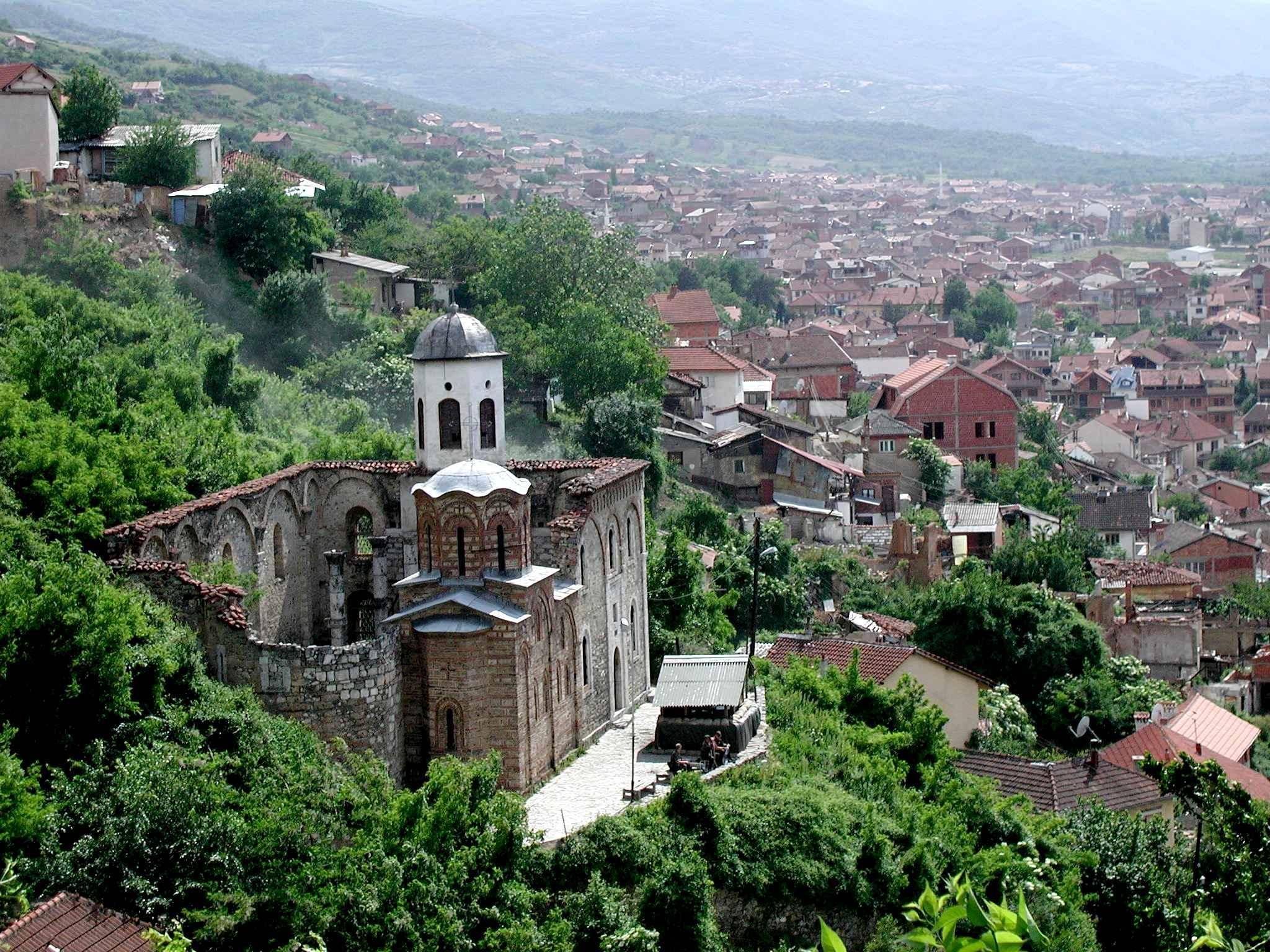
Autre vue de l'église

L'église originelle est construite selon un plan cruciforme, avec une abside à trois côtés et un narthex, le tout surmonté d'un dôme octogonal. L'extérieur, constitué d'une alternance de tuffeau et de briques, est orné d'éléments en céramique, configuration que l'on retrouve à l'église de la Vierge de Leviša et dans d'autres édifices appartenant à l'école de Vardar. 
Dans la première moitié du XIXe siècle, des travaux furent entrepris pour donner à l'église la forme d'une basilique ; une nouvelle abside à sept côté fut construite et l'église d'origine devint une partie du nord de la nouvelle nef. Cette extension fut jamais achevée, si bien que, sur l'église d'origine, se greffent de hauts murs sans toit.

## Fresques
Les fresques les plus anciennes datent de 1335 et ont été réalisées par un peintre appartenant au même atelier qui a également exécuté les peintures de l'église Saint-Nicolas de Prizren, fondée par Dragoslav Tutić. Le reste de l'église a été peinte en 1348, dans un style byzantin. Les fresques les plus récentes, situées dans le narthex, représentent le Christ et la Vierge. L'incendie du milieu du XIXe siècle a endommagé les peintures et en a, notamment, altéré les couleurs.